# Hamyang
Hamyang (Hamyang-gun, Hán Việt: Hàm Dương quận) là một huyện ở tỉnh Gyeongsang Nam, Hàn Quốc. Huyện này có diện tích 725,03 km², dân số năm 2002 là 44140 người.